# Salon aéronautique de Farnborough
Le salon aéronautique de Farnborough – en anglais : Farnborough International Airshow – est un salon aéronautique consacré au secteur aéronautique et spatial civil et militaire. Il est organisé tous les deux ans – les années paires – en alternance avec celui du Bourget, et la même année que celui de Berlin ; avec celui du Bourget, ce sont les deux plus grands rendez-vous de l'aéronautique mondiale, devant ceux de Singapour et de Dubaï.
Le premier salon de Farnborough a eu lieu en 1948. Celui-ci ne fut alors pas pensé en tant que salon à vocation internationale, mais plutôt comme une vitrine de l'industrie aéronautique britannique de l'époque. Par la suite, Farnborough est devenu au fil des ans un rendez-vous incontournable tant pour les constructeurs et les équipementiers que pour les compagnies aériennes.

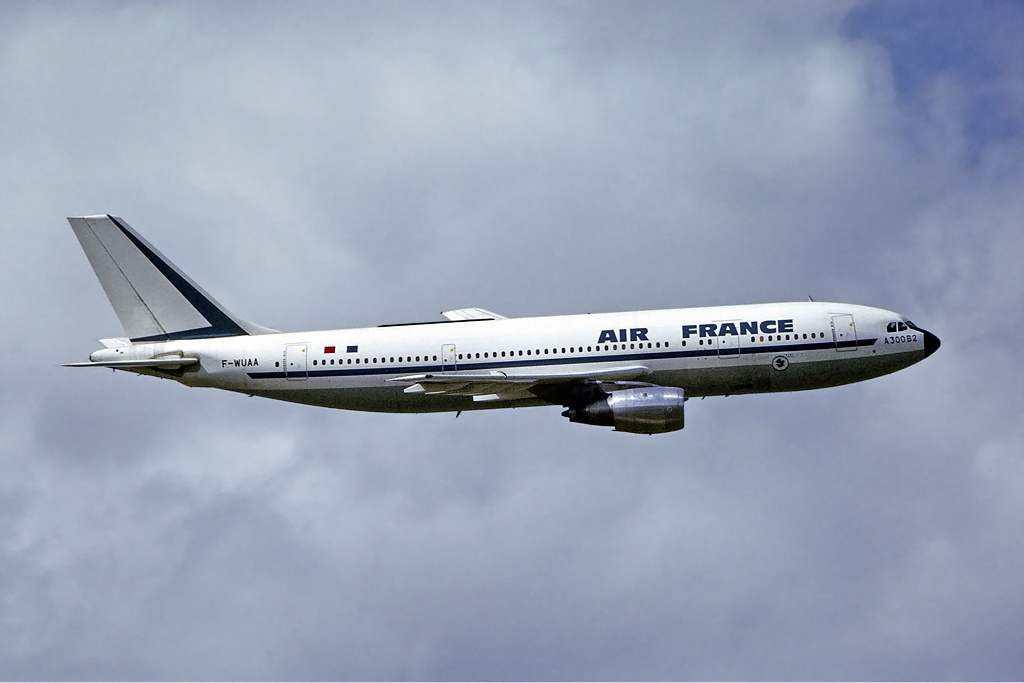
F-WUAA, A300B2-1C, le 7 septembre 1974.

## Historique

### Édition 1996
L'édition 1996 du Salon aéronautique de Farnborough s'est déroulée du 2 septembre 1996 au 8 septembre 1996. Après plusieurs années de difficultés pour l'aviation civile depuis la Guerre du Golfe, l'édition 1996 signe un rebond marqué avec 30 milliards de francs de commandes pour Boeing, 12 milliards pour Airbus et 3 milliards pour McDonnell-Douglas.

### Édition 2004
L'édition 2004 du Salon aéronautique de Farnborough s'est déroulée du 19 au 28 juillet 2004. Il a été marqué par la rivalité accrue entre Airbus et Boeing, par une nouveauté, la création d'un pavillon international de l'espace, et une zone spécifique à l'aviation d'affaires, ainsi que l'organisation d'un forum spécial d'une journée consacré aux drones.
L'avionneur européen Airbus a fait le plein de commandes et a distancé son rival américain Boeing, en engrangeant 64 intentions de commandes fermes, dont :
- un protocole d'accord avec la compagnie d'Abou Dabi Etihad Airways pour 24 appareils dont 4 A380 représentant une valeur de 4,5 milliards de dollars au prix catalogue ;
- un protocole d'accord avec Turkish Airlines pour 36 appareils incluant 5 A330-200, 12 A321 et 19 A320 représentant une valeur de 3 milliards de dollars au prix catalogue ;
- un protocole d'accord avec la compagnie indienne Kingfisher Airlines pour 8 appareils A320 et une option sur 8 autres.

L'avionneur américain a annoncé 19 intentions de commandes fermes. Parmi celles-ci, on peut retenir :
- un protocole d'accord avec Turkish Airlines pour 15 appareils Boeing 737 représentant une valeur de 1 milliard de dollars au prix catalogue ;
- un protocole d'accord avec Emirates Airlines pour 4 appareils Boeing 777-300ER et une option sur 9 autres représentant une valeur de 2,96 milliards de dollars au prix catalogue ;
- l'annonce par les compagnies charter britannique First Choice et italienne Blue Panorama de leur intention de commander dix Boeing 7E7.

L'avionneur canadien Bombardier a annoncé un protocole d'accord avec la compagnie d'Abou Dabi Royal Jet Group pour 2 appareils Challenger 300 et une option sur 2 autres, ainsi que la décision de lancer un avion de plus de 120 places, entrant ainsi en concurrence frontale sur ce créneau avec Airbus et Boeing.
L'équipementier de la défense Thales annonce avoir été choisi par Airbus Military comme fournisseur des équipements électroniques du futur Airbus A400M. Est également annoncée une commande gouvernementale britannique d'une valeur de 800 millions de livres (1,2 milliard d'euros) pour une flotte de drones de reconnaissance aérienne.
Le stand de l'Agence spatiale européenne (ESA), au pavillon international de l'espace, a présenté ses missions d'exploration dans le système solaire, comme la mission Cassini-Huygens, les résultats obtenus par Mars Express, les futures missions planétaires, le système Galileo, Envisat, le projet CryoSat et les futures missions d'observation de la Terre, les lanceurs Ariane 5 et Vega, les missions habitées et la récente mission Delta vers la Station spatiale internationale (ISS).

### Édition 2006
L'édition 2006 du Salon aéronautique de Farnborough s'est déroulée du 17 au 23 juillet 2006. Il a accueilli 270 000 visiteurs ; des contrats pour une valeur de près de 40 milliards de dollars US s'y sont négociés.

### Édition 2008

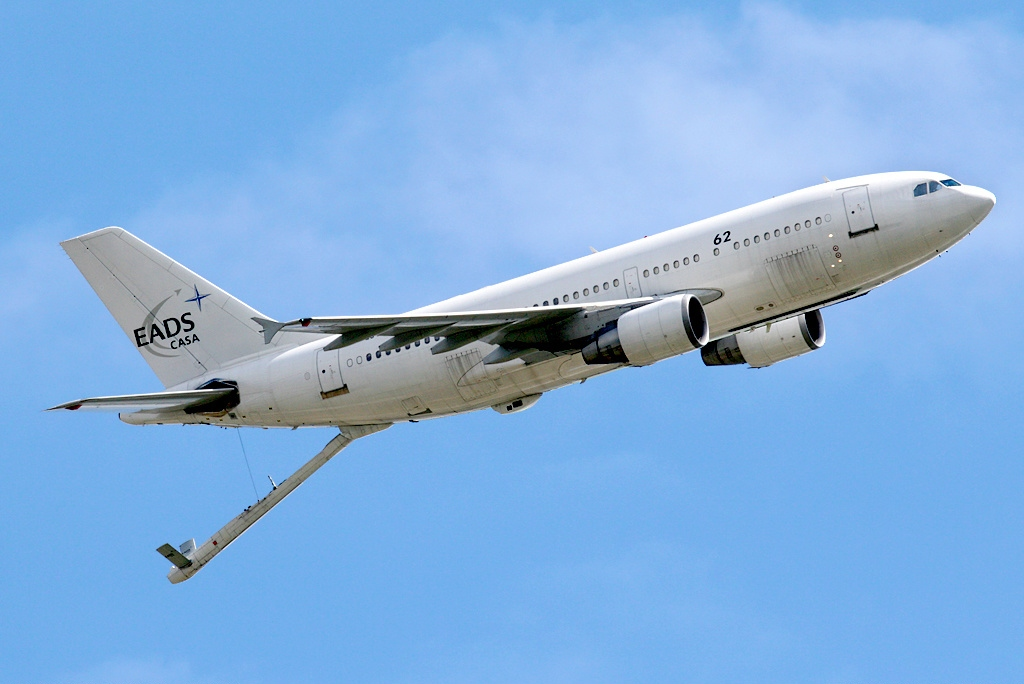
EC-HLA, A310-324ET, prototype de l'A310 MRTT, le 15 juillet 2008.

L'édition 2008 du Salon aéronautique de Farnborough s'est déroulée du 14 au 20 juillet 2008.
Lors de cette édition, les visiteurs ont notamment pu apprécier la première démonstration aérienne européenne du Lockheed Martin F-22 Raptor et le premier vol depuis sa restauration de l'Avro Vulcan.

### Édition 2010
L'édition 2010 du Salon aéronautique de Farnborough s'est déroulée du 19 au 25 juillet 2010. L'événement majeur de cette édition est la toute première présentation publique du Boeing 787. Le bilan du salon 2010 surprend les observateurs essentiellement en raison du très haut niveau de commandes enregistré à cette occasion — plus de 62 milliards de dollars US répartis sur 830 appareils commandés, dont 667 fermes, contre seulement 610 lors de l'édition 2008 – alors que la presse s'attendait à une édition plutôt « calme » en ce domaine.
Comme souvent, cette manne de commandes – qui atteignait les 30 milliards de dollars US dès le premier jour du salon – a été en très grande partie absorbée par les deux géants Airbus et Boeing. Pour l'avionneur américain, la principale commande est venue de la compagnie Emirates, qui s'est portée acquéreur de 30 777-300 pour une valeur de 9,1 milliards de dollars US. Du côté d'Airbus, ce sont d'une part la compagnie Gecas qui a assuré le remplissage du carnet de commandes avec l'acquisition de 60 A320, pour environ 4,9 milliards de dollars US, et d'autre part Hong Kong Airlines qui a commandé 15 exemplaires du nouvel A350 et 10 A330, le tout pour environ 5,7 milliards de dollars US.
En outre, la société de leasing Air Lease Corp. a permis aux deux constructeurs d'engranger d'importantes commandes, en confirmant pour Boeing l'acquisition de 54 737-800 assortis de six options pour un montant d'environ 4,6 milliards de dollars US, et pour Airbus celle de 30 A320 et 20 A321. En revanche, il y a également eu des déceptions pour les deux géants de l'aéronautique, puisque seuls trois Boeing 787 ont trouvé preneur, tandis qu'aucune commande n'était conclue pour l'Airbus A380.
Cette série de commandes a mécaniquement bénéficié aux motoristes, et notamment General Electric ; partie prenante à la fois dans CFM International avec Snecma et dans Engine Alliance avec Pratt & Whitney, le groupe américain a ainsi engrangé plus de 11 milliards de dollars US de commandes de moteurs et pour 5 milliards de contrats de contrats de maintenance. En revanche, après une édition 2008 historique, Rolls-Royce a beaucoup moins bénéficié de la manne cette année. Il en va de même pour les « petits » constructeurs comme Embraer, ATR, Sukhoï ou Bombardier, qui ont été « asphyxiés » par les deux géants Airbus et Boeing.

### Édition 2014
L'édition 2014 du Salon aéronautique de Farnborough s'est déroulée du 14 au 20 juillet 2014. Le principal événement de ce salon fut le lancement de versions remotorisées de l'A330 baptisé A330neo et ce afin de compléter l'offre de l'A350 pour mieux concurrencer le 787 de Boeing. L'avion se décline en deux versions, A330-800neo et A330-900neo, celles-ci succéderont respectivement aux A330-200 et A330-300. Cette version de l'A330 a obtenu plus de 125 commandes en quelques jours. Les informations sur ce modèle sont disponibles sur la page de l'A330-NEO.
Airbus a enregistré le plus de commande dans ce salon, non seulement grâce à l'A330neo, mais aussi en dépassant le cap des 3000 commandes pour son A320neo.
Boeing quant à lui a insisté sur le fait qu'il étale ses annonces de commandes tout au long de l’année. On notera la confirmation des 50 777-X d'Emirates, avec une option sur 50 autres avions. Ce salon rapportera à la firme américaine plus de 40,2 milliards de dollars au prix catalogue pour les 201 commandes et engagements enregistrés ; 134 commandes nettes qui portent le total à 738 depuis le début de l’année. Boeing a profité aussi du salon pour annoncer que la version du 737-8MAX pourra accueillir jusqu'à 200 passagers, en réponse à Airbus qui proposera 189 places avec son A320neo. Le 737-8MAX pourra donc transporter plus que le 737-9MAX. L'intérieur du 777-X a aussi été dévoilé partiellement.
Embraer a réalisé aussi un bon salon, enregistrant plusieurs dizaines de commandes, tant sur les modèles actuels que sur les prochaines remotorisations (E-jets E2).
Concernant le constructeur canadien, Bombardier, il peut enfin respirer. Il obtient enfin des commandes et des engagements pour son CSeries, malgré le clouage au sol de ses modèles d'essais à cause d'un problème moteur. L’avionneur à donc dépasser le cap des 500 commandes pour le CSeries, mais aussi pour le Q400. Bombardier a aussi lancé une nouvelle version combi passager-fret du Q400 NextGen.
ATR a obtenu 96 commandes en réalisant un très bon salon. La version d'un turbo-réacteur de 90 places n'est donc plus une priorité.
Pour les autres constructeurs, Sukhoï a vendu 15 SSJ100 Superjet, Mitsubishi 50 MRJ90 et Comac six ARJ21.

### Édition 2016
L'édition 2016 du Salon aéronautique de Farnborough s'est déroulée du 11 au 17 juillet 2016. Cette édition génère 125 milliards de dollars de contrats (soit 112,3 milliards d'euros) un montant plus faible que l'édition 2014.
Les organisateurs du salon annoncent cependant que ce montant est « supérieur à leurs attentes ». À noter qu'Airbus, qui surpasse Boeing, engrange des commandes pour 279 appareils pour un montant cumulé de 35 milliards de dollars (dont 25,3 milliards de commandes fermes),.

### Identité visuelle (logotype)

Logo de l'édition 1996.
Logo de l'édition 2002.
Logo de l'édition 2004.
Logo de l'édition 2006.

## Accidents
- Le 6 septembre 1952, le premier prototype du De Havilland Sea Vixen se désintégra en vol lors d'une démonstration, tuant ses deux membres d'équipage, tandis que la chute des débris provoquait la mort de 27 spectateurs et en blessait 63 autres[8]. L'avion avait effectué une première passe à basse altitude, durant laquelle il avait passé le mur du son. Alors qu'il se redressait en virage après une seconde passe à plus de 800 km/h, toujours à basse altitude, l'aile droite se détacha de la structure, suivie de l'aile gauche puis du poste de pilotage et des deux moteurs. Le poste de pilotage et un des réacteurs retombèrent sur le public. Malgré les nombreuses victimes, la piste de l'aéroport fut rapidement nettoyée et les présentations aériennes reprirent peu de temps après. Cet accident entraîna la mise en place de règles strictes pour les présentations aériennes, de façon à garantir que tout problème sur un avion n'entraine pas de conséquences tragiques pour le public.
- Le 20 septembre 1968, un Breguet Atlantic de l'aviation navale française s'écrase sur des bâtiments de l'aéroport lors d'un virage en basse altitude avec un moteur volontairement coupé. Les cinq membres de l'équipage sont tués[9].
- Le 4 septembre 1984, un de Havilland Canada DHC-5 Buffalo s'écrase pratiquement au sol lors d'une démonstration d'atterrissage court : descendant trop vite, l'avion touche la piste très violemment avant de glisser au sol et de s'immobiliser quelques centaines de mètres plus loin, les ailes et le train d'atterrissage brisés. L'accident ne fit cependant aucune victime[10].